# Deltochilum variolosum
Deltochilum variolosum là một loài bọ cánh cứng trong họ Bọ hung (Scarabaeidae).